# Élections cantonales vaudoises de 2012
Les élections cantonales vaudoises ont lieu les 11 mars et 1er avril 2012 afin de renouveler les 150 membres du Grand Conseil et les 7 membres du Conseil d'État du canton de Vaud,.

## Système électoral
Le Grand Conseil est le parlement unicaméral du canton de Vaud. Le gouvernement, appelé Conseil d’État, est composé de sept membres. Tous deux sont renouvelés intégralement tous les cinq ans au suffrage universel direct.

### Grand Conseil
Le Grand Conseil est composé de 150 sièges pourvus pour cinq ans au système proportionnel dans des circonscriptions correspondant aux 10 districts du canton, certains districts étant divisés en sous-arrondissements. Le scrutin est à listes ouvertes avec vote préférentiel et panachage, soumis à un seuil électoral de 5 % des suffrages exprimés.

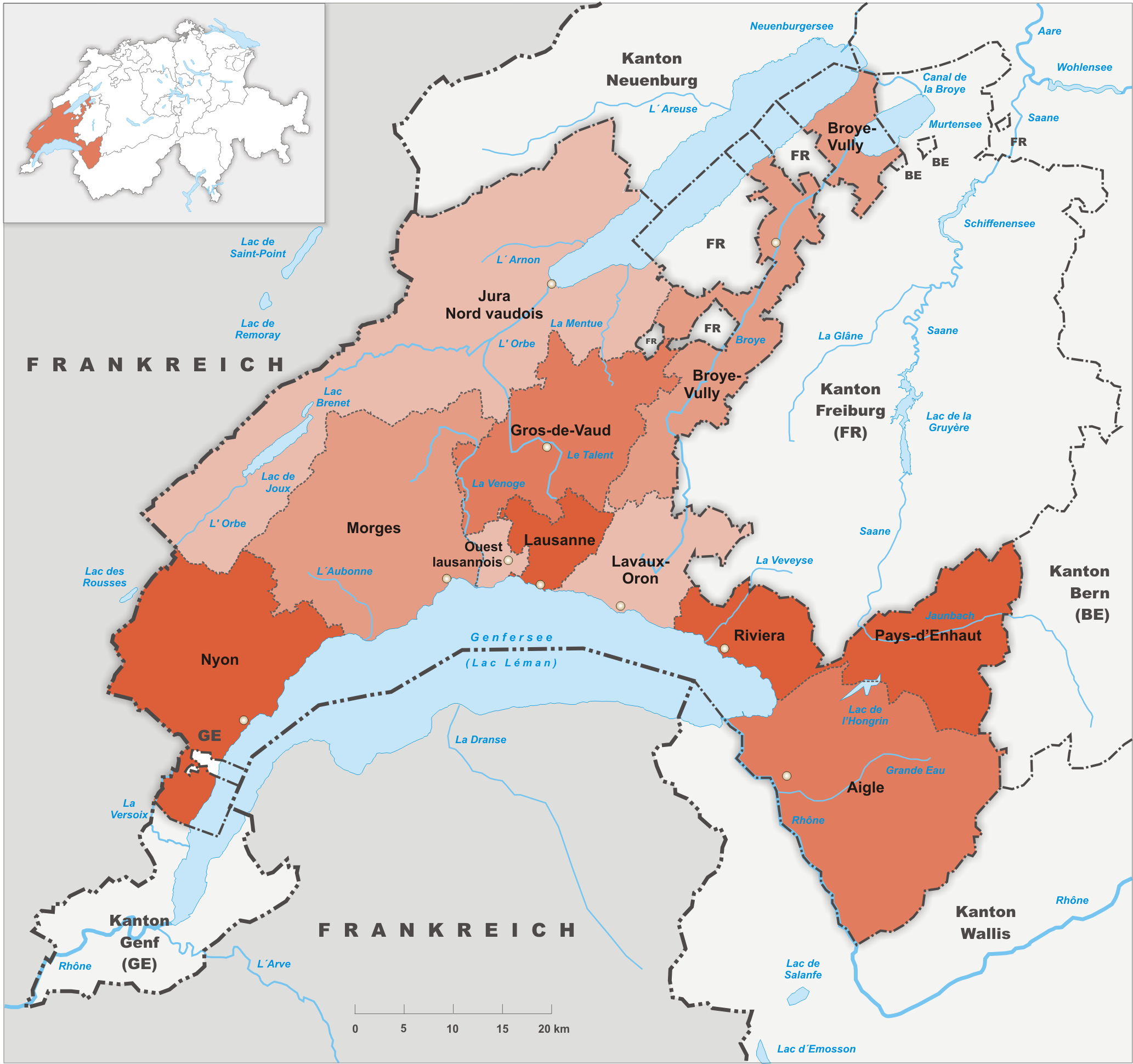
Le canton de Vaud et ses districts.

Les sièges sont répartis par rapport à la population des districts :
| Arrondissement          | Sous-arrondissement | Sièges |
| ----------------------- | ------------------- | ------ |
| Aigle                   | Aigle               | 8      |
| Broye-Vully             | Broye-Vully         | 8      |
| Gros-de-Vaud            | Gros-de-Vaud        | 8      |
| Jura-Nord vaudois       | Yverdon             | 15     |
| Jura-Nord vaudois       | La Vallée           | 2      |
| Lausanne                | Lausanne-Ville      | 27     |
| Lausanne                | Romanel             | 5      |
| Lavaux-Oron             | Lavaux-Oron         | 12     |
| Morges                  | Morges              | 16     |
| Nyon                    | Nyon                | 18     |
| Ouest lausannois        | Ouest lausannois    | 14     |
| Riviera - Pays-d'Enhaut | Vevey               | 15     |
| Riviera - Pays-d'Enhaut | Pays-d'Enhaut       | 2      |
| Total                   | Total               | 150    |

### Conseil d'État
Les sept sièges du Conseil d'État sont pourvus pour cinq ans au scrutin plurinominal majoritaire à deux tours dans une circonscription électorale unique cantonale. Les électeurs votent pour autant de candidats qu'il y a des sièges à pourvoir, à raison d'une voix pour un candidat. Les candidats ayant obtenu la majorité absolue du nombre de bulletins valables sont déclarés élus. S'il reste des sièges à pourvoir, un second tour est organisé entre les candidats restants, et ceux arrivés en tête sont déclarés élus à raison du nombre de sièges restants à pourvoir.
Les listes sont ouvertes, ce qui signifie que les électeurs ont la possibilité de les modifier en rayant ou ajoutant des noms, d'effectuer un panachage à partir de candidats de listes différentes ou même de composer eux-mêmes leurs listes sur un bulletin vierge.
Le dépôt des listes s'achève le 16 janvier. Le second tour a lieu le 1er avril.

## Résultats

### Au Conseil d'État
| Candidats              | Candidats              | Partis                 | Premier tour | Premier tour | Second tour | Second tour |
| Candidats              | Candidats              | Partis                 | Voix         | %            | Voix        | %           |
| ---------------------- | ---------------------- | ---------------------- | ------------ | ------------ | ----------- | ----------- |
|                        | Pierre-Yves Maillard   | PS                     | 97 357       | 59,39        | Élu         | Élu         |
|                        | Pascal Broulis         | PLR                    | 94 216       | 57,48        | Élu         | Élu         |
|                        | Jacqueline de Quattro  | PLR                    | 89 268       | 54,46        | Élue        | Élue        |
|                        | Philippe Leuba         | PLR                    | 89 220       | 54,43        | Élu         | Élu         |
|                        | Béatrice Métraux       | PES                    | 73 341       | 44,74        | 73 325      | 52,29       |
|                        | Anne-Catherine Lyon    | PS                     | 72 660       | 44,33        | 70 165      | 50,04       |
|                        | Nuria Gorrite          | PS                     | 72 326       | 44,12        | 74 438      | 53,08       |
|                        | Claude-Alain Voiblet   | UDC                    | 62 475       | 38,11        | 62 480      | 44,56       |
|                        | Claude Béglé           | PDC                    | 15 527       | 9,47         | Retrait     | Retrait     |
|                        | Jean-Michel Dolivo     | LG                     | 10 981       | 6,70         | Retrait     | Retrait     |
|                        | Patrick Vallat         | PVL                    | 9 659        | 5,89         | Retrait     | Retrait     |
|                        | Guillaume Morand       | PdR                    | 9 416        | 5,74         | Retrait     | Retrait     |
|                        | Martin Chevallaz       | PBD                    | 9 364        | 5,71         | Retrait     | Retrait     |
|                        | Emmanuel Gétaz         | VL                     | 8 314        | 5,07         | 12 485      | 8,90        |
|                        | Julien Sansonnens      | POP                    | 7 917        | 4,83         | Retrait     | Retrait     |
|                        | Maximilien Bernhard    | UDF                    | 6 761        | 4,12         | Retrait     | Retrait     |
|                        | Soufia Fekih           | LG                     | 5 400        | 3,29         | Retrait     | Retrait     |
|                        | Yvan Luccarini         | LG                     | 5 168        | 3,15         | Retrait     | Retrait     |
|                        | Aurélie Wydler         | LG                     | 5 145        | 3,14         | Retrait     | Retrait     |
|                        | Roland Villard         | MCV                    | 2 065        | 1,26         | Retrait     | Retrait     |
|                        | Tiziana Cordani        | MCV                    | 1 883        | 1,15         | Retrait     | Retrait     |
|                        |                        |                        |              |              |             |             |
| Votes valides          | Votes valides          | Votes valides          | 163 239      |              | 139 140     |             |
| Votes blancs           | Votes blancs           | Votes blancs           | 1 088        |              | 682         |             |
| Votes nuls             | Votes nuls             | Votes nuls             | 2 052        |              | 1 393       |             |
| Total                  | Total                  | Total                  | 165 973      | 100          | 141 621     | 100         |
| Abstention             | Abstention             | Abstention             | 231 179      | 58,21        | 256 038     | 64,38       |
| Inscrits/Participation | Inscrits/Participation | Inscrits/Participation | 397 152      | 41,79        | 397 659     | 35,62       |

### Au Grand Conseil
|                        |                              |       |      |     |     |        |               |  |  |  |  |  |  |  |
| Parti                  | Parti                        | Sigle | Voix | %   | +/- | Sièges | +/-           |  |  |  |  |  |  |  |
|                        | Parti libéral-radical        | PLR   |      |     |     | 47     | 1             |  |  |  |  |  |  |  |
|                        | Parti socialiste             | PS    |      |     |     | 41     | 3             |  |  |  |  |  |  |  |
|                        | Union démocratique du centre | UDC   |      |     |     | 27     | 1             |  |  |  |  |  |  |  |
|                        | Les Verts                    | PES   |      |     |     | 19     | 5             |  |  |  |  |  |  |  |
|                        | Vert'libéraux                | PVL   |      |     |     | 7      | 4             |  |  |  |  |  |  |  |
|                        | La Gauche                    | LG    |      |     |     | 4      | 1             |  |  |  |  |  |  |  |
|                        | Vaud libre                   | VL    |      |     |     | 1      | en stagnation |  |  |  |  |  |  |  |
|                        | Parti démocrate-chrétien     | PDC   |      |     |     | 4      | en stagnation |  |  |  |  |  |  |  |
|                        | Union démocratique fédérale  | UDF   |      |     |     | 0      | 1             |  |  |  |  |  |  |  |
|                        |                              |       |      |     |     |        |               |  |  |  |  |  |  |  |
| Suffrages exprimés     |                              |       |      |     |     |        |               |  |  |  |  |  |  |  |
| Votes blancs           |                              |       |      |     |     |        |               |  |  |  |  |  |  |  |
| Votes nuls             |                              |       |      |     |     |        |               |  |  |  |  |  |  |  |
| Total                  | Total                        | Total |      | 100 | –   | 150    | en stagnation |  |  |  |  |  |  |  |
| Abstentions            |                              |       |      |     |     |        |               |  |  |  |  |  |  |  |
| Inscrits/Participation |                              |       |      |     |     |        |               |  |  |  |  |  |  |  |

## Analyse des résultats

### Grand Conseil
Le parlement reste à droite : le PLR (dont les composantes radicale et libérale, qui comptaient respectivement 29 et 19 sièges lors de la précédente législature, fusionnent à l'automne) et l'UDC occupent à eux deux 74 sièges sur 150, comme au cours de la précédente législature, tandis que la gauche recule de 3 sièges. Le centre compte désormais 12 députés, grâce à la progression des Vert'libéraux, qui passent de 3 à 7 sièges et sont les grands vainqueurs du scrutin.
Le PS gagne 3 sièges (dans les arrondissement d'Yverdon, de Nyon et de l'Ouest lausannois), tandis que les Verts, grands perdants de l'élection, en perdent 5 dans les régions urbaines en raison de la progression des Vert'libéraux et d'un problème de relève.
L'UDF, qui se présentait sans alliance, disparaît du Parlement avec la non-réélection de Maximilien Bernhard, tandis que l'extrême-gauche, qui continue de reculer en perdant un siège dans l'arrondissement d'Aigle, ne peut plus former de groupe parlementaire.
Le parlement compte plus d'un tiers de nouveaux élus, notamment Christelle Luisier et Rebecca Ruiz (futures conseillères d'État), Samuel Bendahan et Raphaël Mahaim (futurs conseillers nationaux) et des anciens qui font leur retour comme Daniel Brélaz, Jacques Neirynck et Alice Glauser. 
Le nombre de femmes progresse d'une unité, passant de 45 à 46,,,.